# Bryconamericus stramineus
Bryconamericus stramineus är en fiskart som beskrevs av Eigenmann, 1908. Bryconamericus stramineus ingår i släktet Bryconamericus och familjen Characidae. Inga underarter finns listade.